# Palhers
Palhers (okcitán nyelven Palhièrs) község Franciaország déli részén, Lozère megyében. 2011-ben 201 lakosa volt.

## Fekvése
Palhers a Jordane völgyében fekszik, 740 méteres (a községterület 668-1022 méteres) tengerszint feletti magasságban, Marvejols-tól 5 km-re délre. Északi határán magasodik a Truc de Midi 1020 méter magas orma.
Nyugatról Saint-Bonnet-de-Chirac és Marvejols, északról Montrodat, keletről Grèzes, délről pedig Les Salelles és Chanac községekkel határos.
A községet érinti a Marvejolst Mende-dal (24 km) összekötő N108-as főút.
A községhez tartozik Prades és Brugers.

## Története
A település a történelmi Gévaudan tartományban fekszik. Brèche-de-Roland-nál őskori település nyomait tárták fel, Brugers-nél pedig római emlékoszlopot találtak. A 12. században a templomosok kommendája működött itt, mely a 14. században a Máltai Lovagrend birtoka lett.

### Demográfia
| Év   | Lakosság |
| ---- | -------- |
| 1793 | 254      |
| 1851 | 237      |
| 1876 | 216      |
| 1901 | 169      |
| 1936 | 137      |

| Év   | Lakosság |
| ---- | -------- |
| 1946 | 141      |
| 1954 | 122      |
| 1962 | 99       |
| 1968 | 96       |

| Év   | Lakosság |
| ---- | -------- |
| 1975 | 96       |
| 1982 | 176      |
| 1990 | 205      |
| 1999 | 172      |
| 2010 | 200      |

## Nevezetességei
- Saint-Jean-Baptiste templom - berendezéséhez tartozik egy 17. századi ostyatartó,[2] valamint egy 18. századi kehely.[3]
- Saint-Gervais-de-Bruges templom Brugers-ben a 13. században épült.
- Templomos lovagok kommendájának romjai
- La montagne Fendue-tanösvény

## Kapcsolódó szócikk
- Lozère megye községei